# Parcul Natural Cefa
Parcul Natural Cefa este o arie protejată de interes național ce corespunde categoriei a V-a IUCN (parc natural), situată în partea vestică a țării, pe teritoriul județul Bihor.

## Localizate
Aria naturală se află în extremitatea sud-vestică a județului Bihor (la limita de graniță cu Ungaria), pe teritoriile administrative ale comunelor Cefa și Sânnicolau Român; în imediata apropiere a drumului național DN79 care leagă Aradul de Oradea.

## Descriere
Parcul natural cu o suprafață de 5.002 ha, înființat prin Hotărârea de Guvern Nr. 1.217 din 2 decembrie 2010, reprezintă o arie cu luciu de apă (cca. 700 ha.) și soluri sărăturoase cu vegetație halofilă, unde habitează mai multe specii faunistice de mamifere, păsări, reptile, insecte, unele protejate prin lege. 
În cadrul parcului este inclusă și rezervația naturală Colonia de păsări de la Pădurea Rădvani unde cuibăresc mai multe specii de păsări ocrotite, printre care stârcul cenușiu și egreta albă. 
Parcul natural se suprapune sitului de importanță comunitară Cefa și ariei de protecție specială avifaunistică Pescăria Cefa - Pădurea Rădvani.

## Biodiversitate
Parcul Natural Cefa prezintă o arie naturală (de câmpie) cu o gamă floristică și faunistică diversă, exprimată atât la nivel de specii cât și la nivel de ecosisteme terestre și acvatice.

### Habitate
În arealul parcului au fost identificate cinci tipuri de habitate naturale: Comunități de lizieră cu ierburi înalte higrofile de la nivelul câmpiilor, până la cel montan și alpin, Lacuri distrofice și iazuri, Pajiști de altitudine joasă (Alopecurus pratensis Sanguisorba officinalis), Pajiști și mlaștini sărăturate panonice și ponto-sarmatic, Păduri ripariene mixte cu Quercus robur, Ulmus laevis, Fraxinus excelsior sau Fraxinus angustifolia, din lungul marilor râuri (Ulmenion minoris); ce adăpostesc floră și faună, specifice Câmpiei de Vest a României.

### Faună
La baza desemnării sitului Cefa se află câteva specii faunistice enumerate în anexa I-a a Directivei Consiliului European 92/43/CE din 21 mai 1992 (privind conservarea habitatelor naturale și a speciilor de faună și floră sălbatică); printre care două mamifere: vidra de râu (Lutra lutra) și liliacul de iaz (Myotis dasycneme); broasca țestoasă de baltă (o reptilă din specia Emys orbicularis); trei amfibieni: buhaiul de baltă cu burta roșie (Bombina bombina)), tritonul cu creastă (Triturus cristatus), tritonul cu creastă danubian (Triturus dobrogicus); trei specii de pești: zvârlugă (Cobitis taenia), țipar (Misgurnus fossilis) și boarța (Rhodeus sericeus amarus); precum și o libelulă din specia Coenagrion ornatum.
În arealul parcului se află mai multe păsări protejate enumerate în anexa I-a a Directivei Consiliului European 147/CE din 30 noiembrie 2009, privind conservarea păsărilor sălbatice.

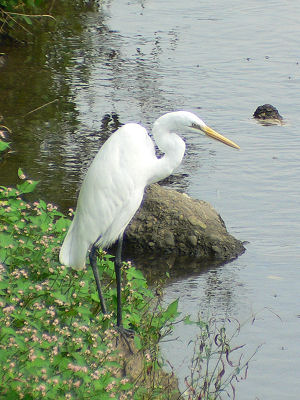
Egretă albă (Egretta alba)

Specii de păsări: pescăruș albastru (Alcedo atthis), privighetoare-de-baltă (Acrocephalus melanopogon), rață sulițar (Anas acuta), rață fluierătoare (Anas penelope), rață mare (Anas platyrhynchos), rață pestriță (Anas strepera), rață cârâitoare (Anas querquedula), gârliță mare (Anser albifrons), gâscă cenușie (Anser anser), fâsă-de-câmp (Anthus campestris), lăstunul mare (Apus apus), acvilă-țipătoare-mare (Aquila clanga), acvilă țipătoare mică (Aquila pomarina), acvilă de câmp (Aquila heliaca), stârc cenușiu (Ardea cinerea), stârc roșu (Ardea purpurea), stârc galben (Ardeola ralloides), ciuf de câmp (Asio flammeus), rață-cu-cap-castaniu (Aythya ferina), rața moțată (Aythya fuligula), rață roșie (Aythya nyroca), gâsca cu piept roșu (Branta ruficollis), rață sunătoare (Bucephala clangula), șorecar mare (Buteo rufinus), prundaș nisipar (Calidris alba), fugaci mic (Calidris minuta), 
fugaci roșcat (Calidris ferruginea), chirighiță neagră (Chlidonias niger), chirighiță-cu-obraz-alb (Chlidonias hybridus), barză neagră (Ciconia nigra), barză albă (Ciconia ciconia), erete de stuf (Circus aeruginosus), erete-cenușiu (Circus pygargus), porumbel de scorbură (Columba oenas), dumbrăveancă (Coracias garrulus), cristel-de-câmp (Crex crex), ciocănitoare de stejar (Dendrocopos medius), ciocănitoarea de grădină (Dendrocopos syriacus), lăstun de casă (Delichon urbica), egretă mică (Egretta garzetta), egretă albă (Egretta alba), șoim de tundră (Falco rusticolus), cufundar polar (Gavia arctica), cufundar mic (Gavia stellata), șoim-de-iarnă (Falco columbarius), vânturel roșu (Falco tinnunculus), lișiță (Fulica atra), becațină comună (Gallinago gallinago), cocor (Grus grus), codalb (Haliaeetus albicilla), acvilă-porumbacă-mică (Hieraaetus pennatus), stârc pitic (Ixobrychus minutus), sfrâncioc roșiatic (Lanius collurio), sfrânciocul cu frunte neagră (Lanius minor), pescăruș argintiu (Larus cachinnans), pescăruș râzător (Larus ridibundus), ciocârlie-de-pădure (Lullula arborea), codobatură galbenă (Motacilla flava), codobatura albă (Motacilla alba), stârc de noapte (Nycticorax nycticorax), ploier auriu (Pluvialis apricaria), pescăriță mare (Sterna caspia), ciocîntors (Recurvirostra avosetta), fluierar de mlaștină (Tringa glareola), chiră de baltă (Sterna hirundo), cristei de baltă (Rallus aquaticus), sau lăstun de mal (Riparia riparia).

### Floră

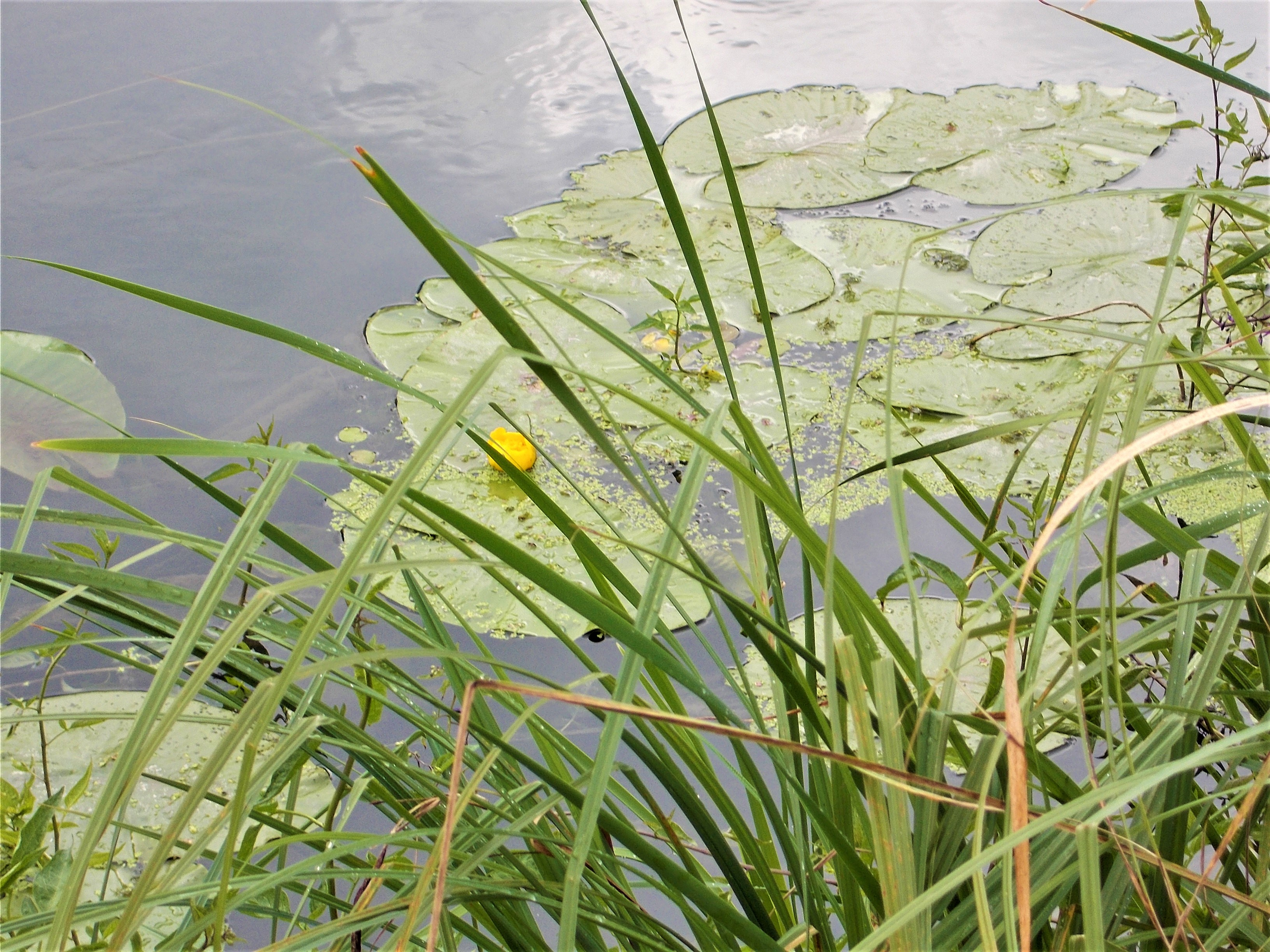
Nufăr galben în arealul parcului

La nivelul ierburilor este întâlnită o gamă diversă de plante (de pajiște și de mlaștină), dintre care unele foarte rare și protejate prin lege sau endemice pentru această zonă.
Specii floristice: nufărul galben (Nuphar lutea), trifoiașul de baltă (Marsilea quadrifolia) și pălămida (Cirsium brachycephalum), specii enumerate în anexa I-a a Directivei Consiliului European 92/43/CE (privind conservarea habitatelor naturale și a speciilor de faună și floră sălbatică); pelin (Artemisia santonicum ssp. santonicum), limbariță (Alisma plantago-aquatica), brebenel (Corydalis cava), piperul apelor (Elatine alsinastrum), stânjenei (Iris spuria), canarul bălții (Limosella aquatica), pătlăgină (Plantago schwarzenbergiana), pecetea lul Solomon (din speciile: Polygonatum latifolium și Polygonatum officinale), năsturel de baltă (Rorippa amphibia), cornaci (Trapa natans), trifoi (Trifolium ornithopodioides) și păiuș (Festuca pseudovina).

## Căi de acces
- Drumul național DN79 pe ruta: Oradea - Nojorid - Gepiu - Inand - drumul județean DJ797 - Cefa.

## Monumente și atracții turistice
În vecinătatea parcului se află câteva obiective de interes istoric, cultural și turistic; astfel:
- Biserica ortodoxă "Sf. Arhangheli Mihail și Gavriil" din Inand, construcție 1826, monument istoric.
- Situl arheologic de la Cefa (așezări atribuite sec. XI - XIII, Latène, Hallstatt, Epoca bronzului, Neolitic).
- Situl arheologic de la Sânnicolau Român (sec. II - III p. Chr., Cultura dacilor liberi, sec. IV -III a. Chr., Latène, Epoca medievală, Neolitic).

## Galerie de imagini

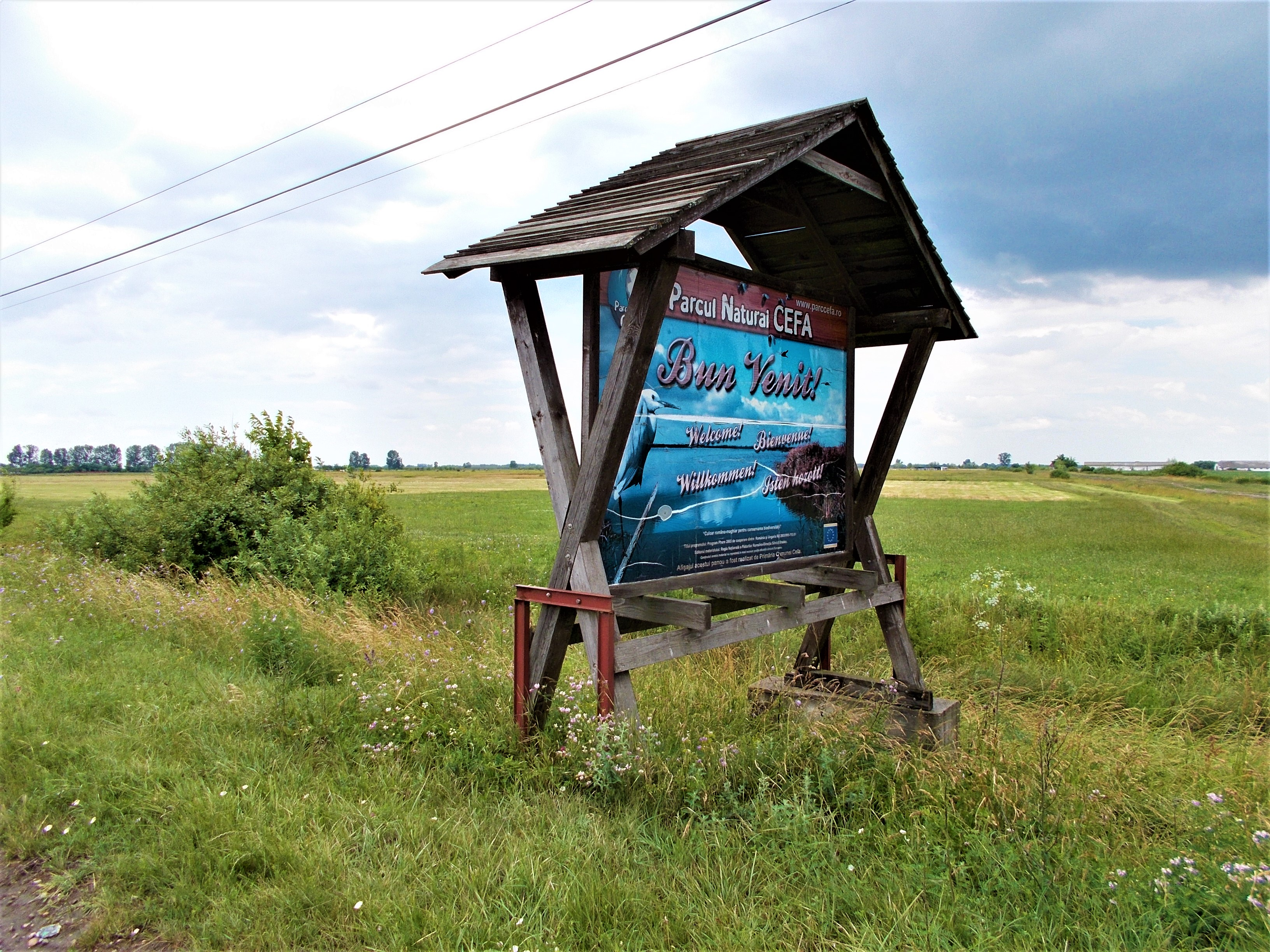
Panou intrare
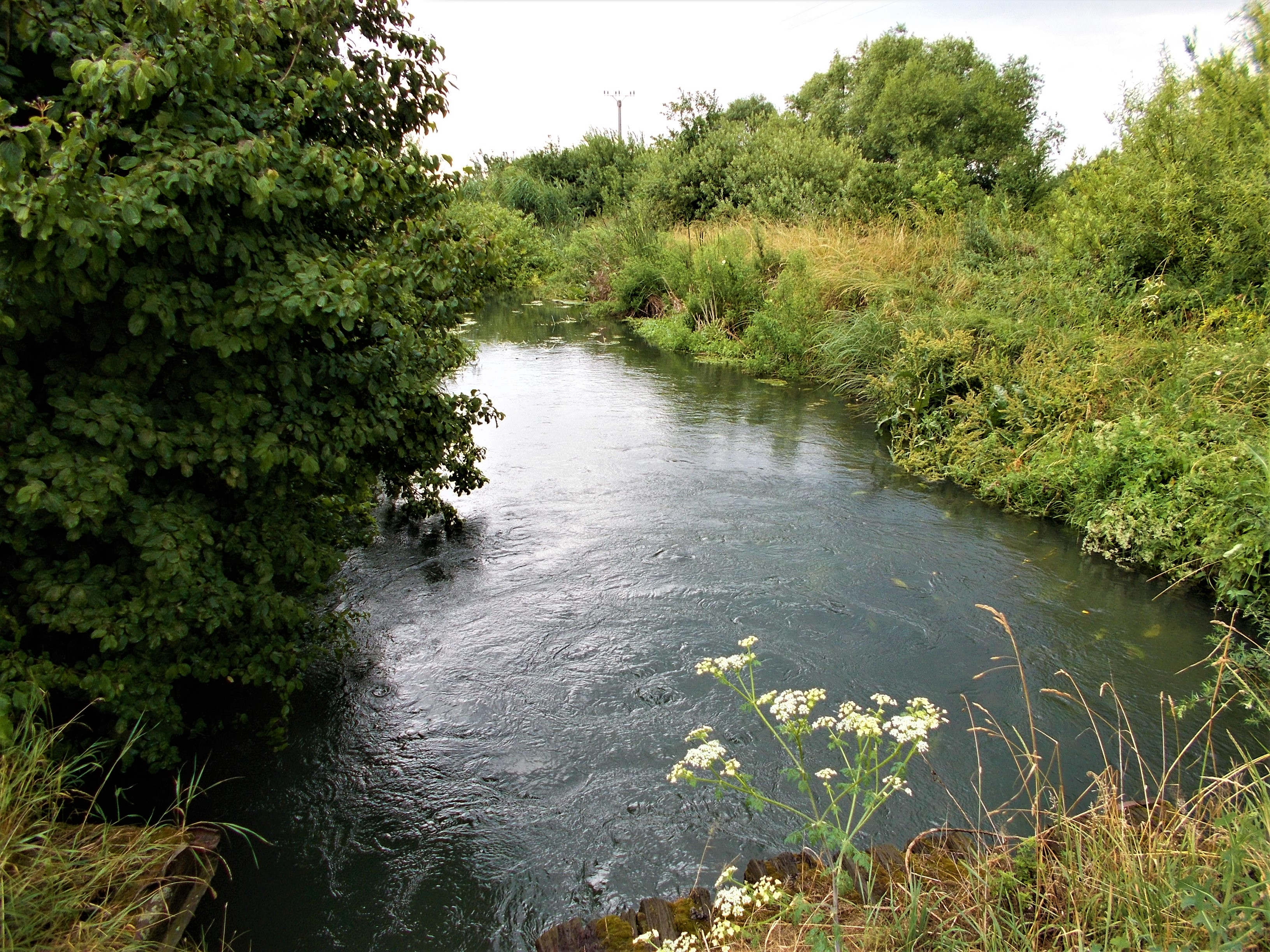
Habitat natural